# M224迫擊砲
M224型60毫米迫击炮是一种由美军开发与生产的前装式滑膛迫击炮，主要用于为地面部队提供近距离的炮火支援。

## 设计
整个M224系统可以分解为M225型炮筒（14.4英磅（6.5）），M170型支架（15.2英磅（6.9）），M7型（14.4英磅（6.5）通常状况下使用）或M8型底座（3.6英磅（1.6）单手持握时使用），以及M64A1型光学瞄准系统（2.5英磅（1.1））。这个迫击炮系统可以在支座或单手持握两种状态下使用，握把上还附有扳机，当发射角度太小，依靠炮弹自身重量无法触发引信时就可以使用扳机来发射炮弹。

## 历史

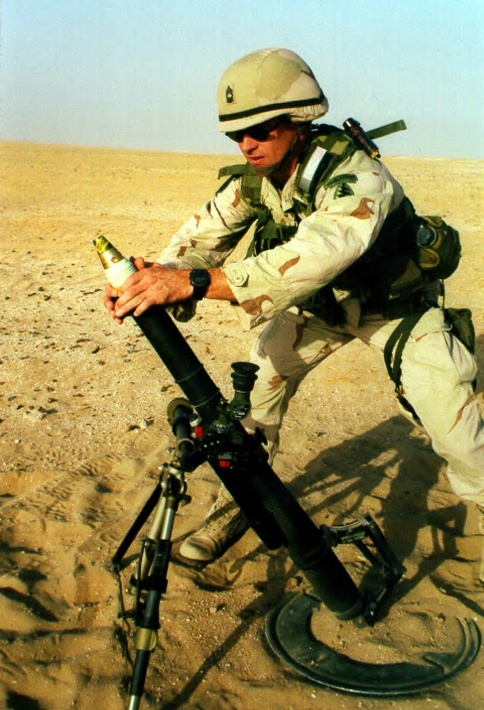
正在使用M224迫擊炮進行火力支援訓練的美軍

M224的设计目标是替换二战中所使用的M2、M19等老旧型号。M224可使用旧型号的炮弹，而其最大射程则达到了3500米。

## 弹药
M224迫击炮可以使用如下型号的炮弹：
1. 高爆榴弹：M888, M720,以及M720A1；用于杀伤人员和轻型车辆。
2. 烟雾弹：M722，用于制造烟雾或是进行战场标记。[3].
3. 照明弹：在夜间作战时为部队提供光源。
4. 训练弹： M50A2/A3，训练射手时用，射程很近。
5. 红外线照明弹：提供只能被夜视设备观察到的光源。
6. 全射程练习弹： M769，提供和正常弹药一样的射程。